# 保羅傑

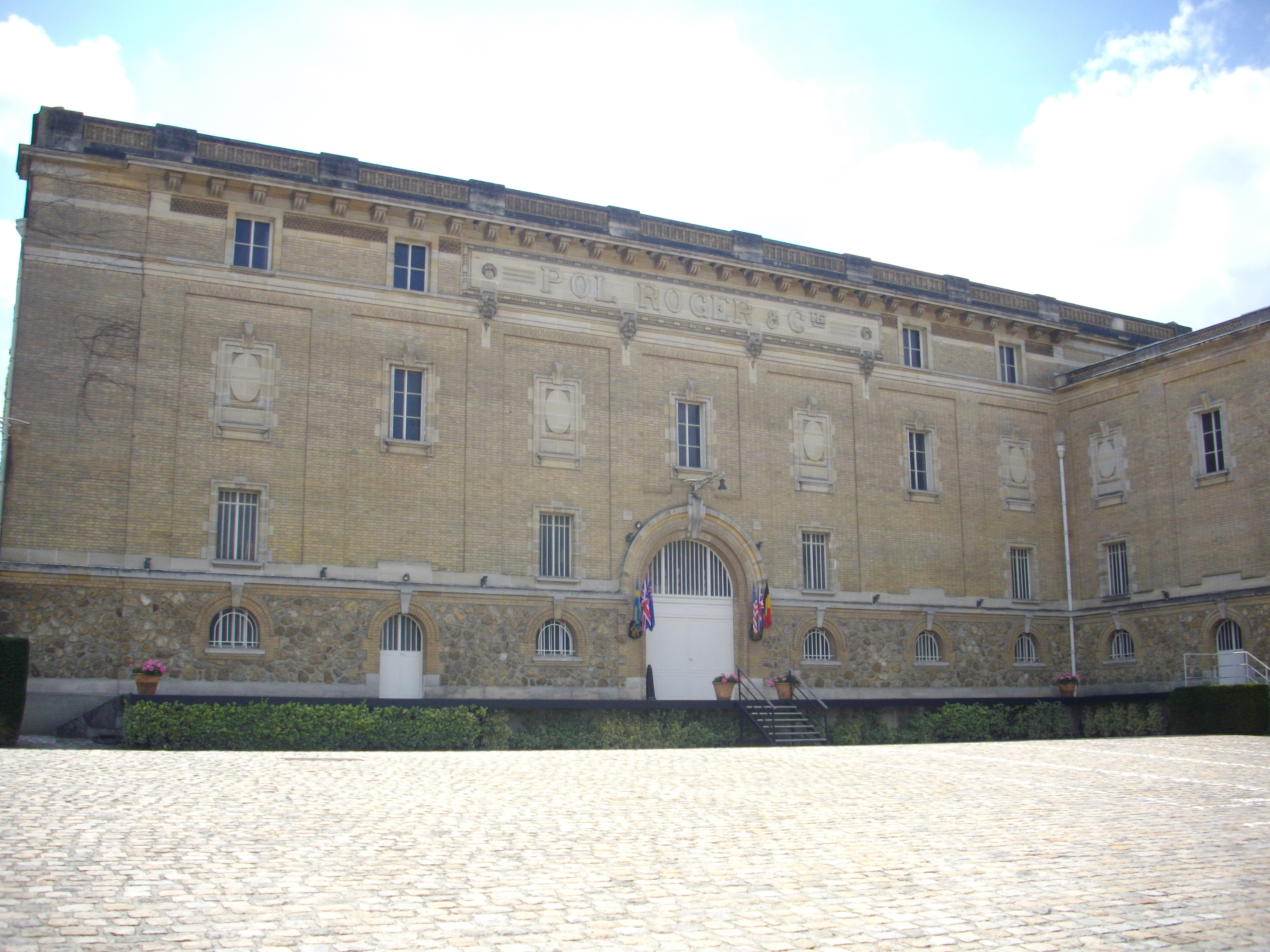
位于法國埃佩爾奈的酒廠

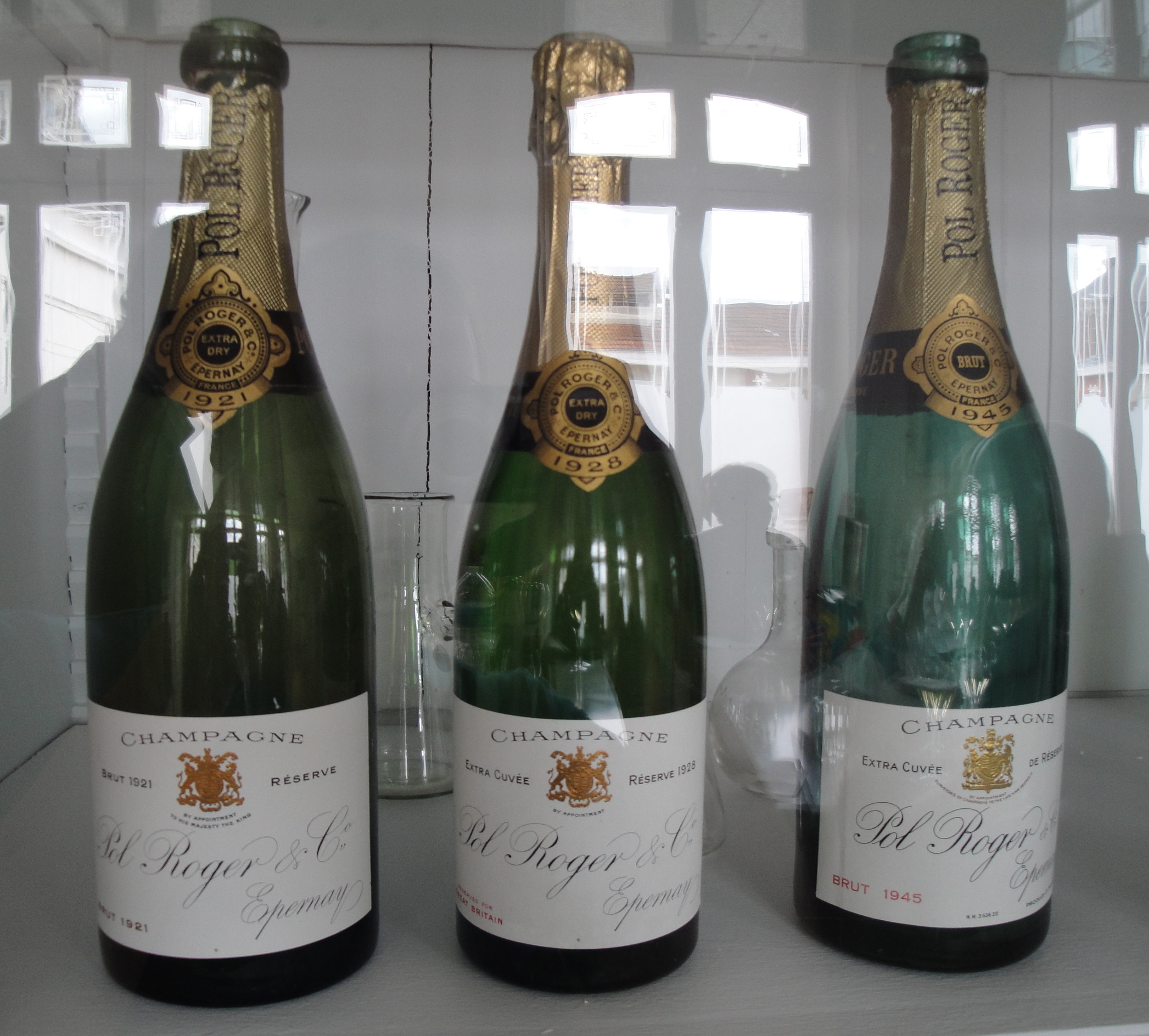
1921、1928、1945年的保羅傑

保羅傑（Pol Roger） 是一家總部位于法國埃佩爾奈的香檳酒生產商，創始人保羅·傑（1831年12月24日生）在1849年開始經營香檳酒生意，1853年出產第一批香檳，該公司至今仍由他的後裔運營。持有伊麗莎白二世頒發的皇家認證。旗下最著名的牌子是邱吉爾紀念香檳（Cuvée Sir Winston Churchill ），用以紀念好喝保羅傑的溫斯頓·丘吉爾。

## 外部連接
维基共享资源上的相關多媒體資源：保羅傑
- 官方网站（英文）